# 大和ダム
大和ダム（やまとダム）は、鹿児島県大島郡大和村、大和川水系三田川に建設されたダム。高さ45メートルの重力式コンクリートダムで、洪水調節・不特定利水・上水道を目的とする、鹿児島県・大和村共同の多目的ダムである。

## ギャラリー

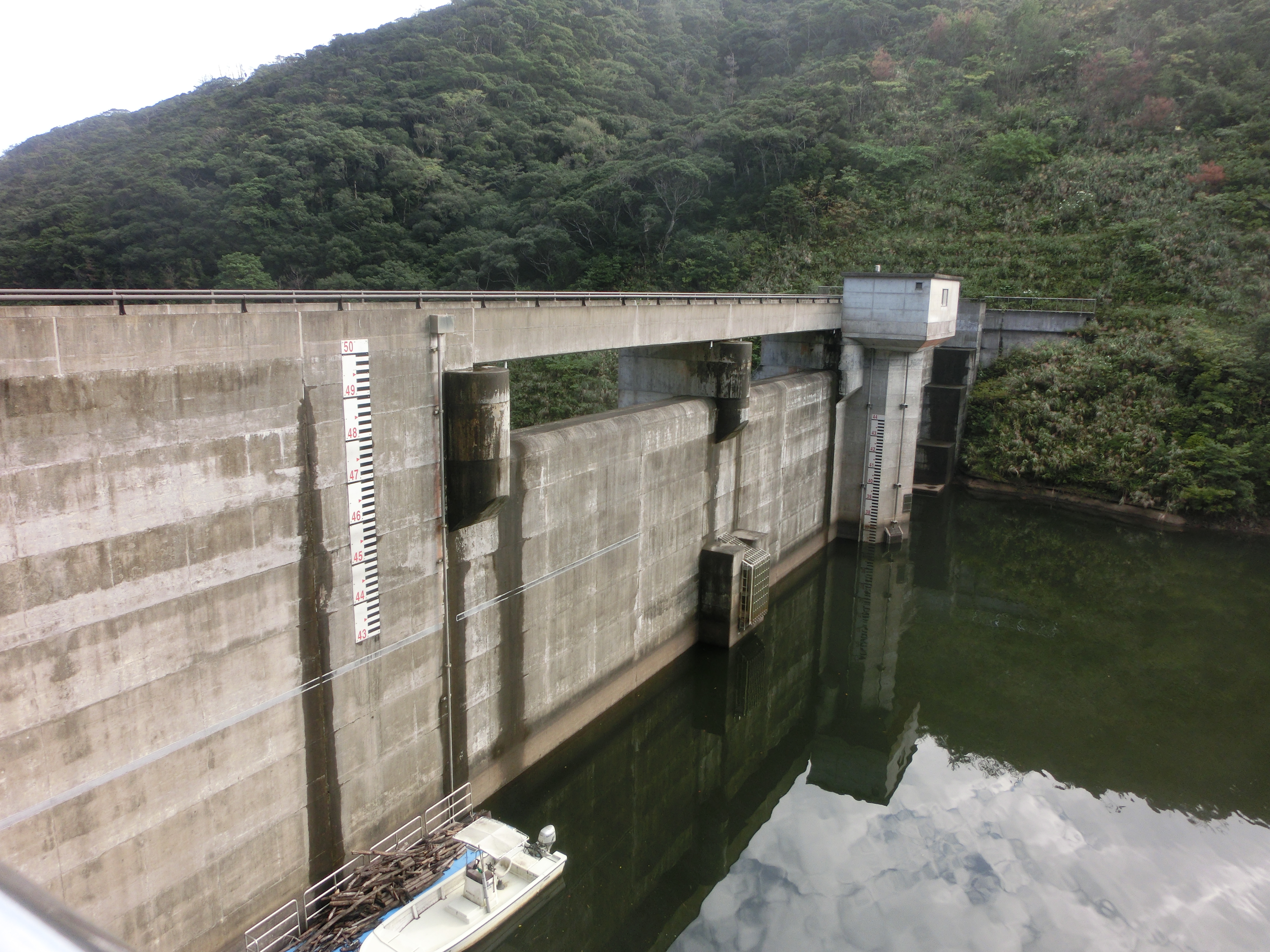
ダム上流側
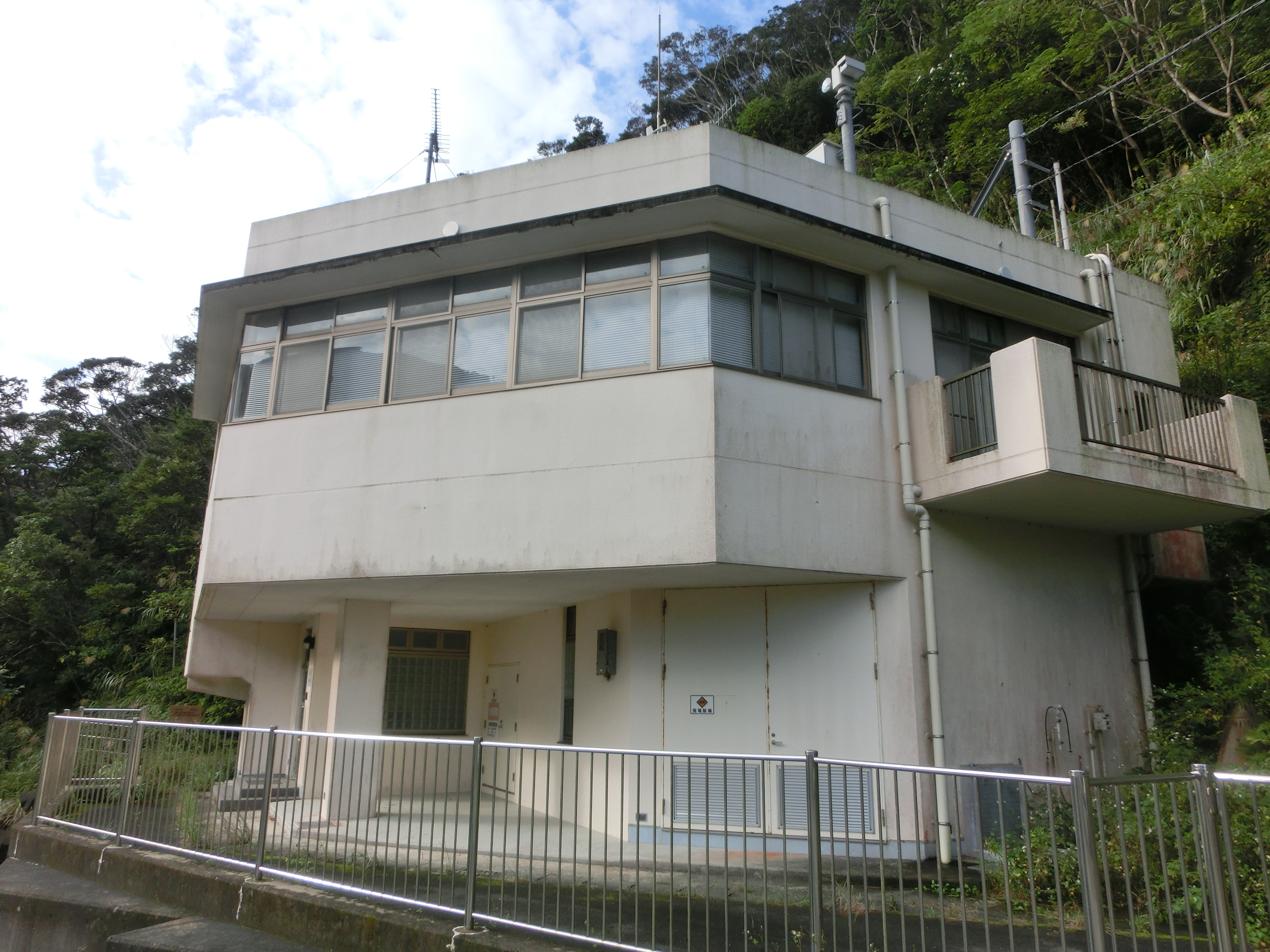
ダム管理棟